# Schachbundesliga 2012/13 (Österreich, Frauen)
Die Saison 2012/13 war die zweite Spielzeit der österreichischen Damenbundesliga im Schach. Die Nennungen der Teams musste durch einen Verein erfolgen. Die Spielerinnen müssen dem Verein jedoch nicht angehören.
Gespielt wurden 7 Runden im Schweizer System.
Der SV Pamhagen gab nur gegen die beiden Mitkonkurrenten im Titelkampf, den Titelverteidiger SV Wulkaprodersdorf und die Schachamazonen Graz je ein Unentschieden ab und verwies damit Wulkaprodersdorf und Graz auf die Plätze 2 und 3.
Zu den gemeldeten Mannschaftskadern der teilnehmenden Vereine siehe Mannschaftskader der österreichischen 1. Bundesliga im Schach 2012/13 (Frauen).

## Meisterschaftsendstand
| Pl. | Verein                       | Sp | G | U | V | MP    | Brett-P.  |
| --- | ---------------------------- | -- | - | - | - | ----- | --------- |
| 01. | SV Pamhagen                  | 7  | 5 | 2 | 0 | 12:02 | 11,0:03,0 |
| 02. | SV Wulkaprodersdorf (M)      | 7  | 4 | 3 | 0 | 11:03 | 10,0:04,0 |
| 03. | SV Schachamazonen Graz       | 7  | 3 | 4 | 0 | 10:04 | 10,0:04,0 |
| 04. | SK Oggau                     | 7  | 3 | 2 | 2 | 08:06 | 07,5:06,5 |
| 05. | Schachverein Feldbach        | 7  | 3 | 1 | 3 | 07:07 | 08,0:06,0 |
| 06. | SG Steyr                     | 7  | 2 | 2 | 3 | 06:08 | 06,0:08,0 |
| 06. | Schach ohne Grenzen          | 7  | 2 | 2 | 3 | 06:08 | 06,0:08,0 |
| 08. | ASK Salzburg                 | 7  | 1 | 3 | 3 | 05:09 | 05,5:08,5 |
| 09. | SV ASVÖ St. Veit an der Glan | 7  | 1 | 1 | 5 | 03:11 | 03,5:10,5 |
| 10. | SV Tschaturanga              | 7  | 0 | 2 | 5 | 02:12 | 02,5:11,5 |

Anmerkung:
|     | Österreichischer Frauen-Meister: SV Pamhagen |
| (M) | Meister der letzten Saison                   |
| (N) | Aufsteiger der letzten Saison                |

## Spieltermine und -orte
| Runde | Datum      | Beginnzeit | Spielort                           |
| ----- | ---------- | ---------- | ---------------------------------- |
| 01    | 21.03.2013 | 16:00 Uhr  | Sankt Veit an der Glan Blumenhalle |
| 02    | 22.03.2013 | 14:00 Uhr  | Sankt Veit an der Glan Blumenhalle |
| 03    | 23.03.2013 | 14:00 Uhr  | Sankt Veit an der Glan Blumenhalle |
| 04    | 24.03.2013 | 10:00 Uhr  | Sankt Veit an der Glan Blumenhalle |
| 05    | 19.04.2013 | 17:00 Uhr  | Fürstenfeld Stadthalle             |
| 06    | 20.04.2013 | 14:00 Uhr  | Fürstenfeld Stadthalle             |
| 07    | 21.04.2013 | 10:00 Uhr  | Fürstenfeld Stadthalle             |

## Kreuztabelle
| Ergebnisse | Ergebnisse                   | 01. | 02. | 03. | 04. | 05. | 06. | 06. | 08. | 09. | 10. |
| ---------- | ---------------------------- | --- | --- | --- | --- | --- | --- | --- | --- | --- | --- |
| 01.        | SV Pamhagen                  |     | 1   | 1   | 2   | 2   | –   | 1½  | 1½  | 2   | –   |
| 02.        | SV Wulkaprodersdorf          | 1   |     | 1   | 1   | 1½  | 2   | 1½  | –   | –   | 2   |
| 03.        | SV Schachamazonen Graz       | 1   | 1   |     | 1   | 1   | –   | –   | 2   | 2   | 2   |
| 04.        | SK Oggau                     | 0   | 1   | 1   |     | 0   | 1½  | –   | 2   | –   | 2   |
| 05.        | Schachverein Feldbach        | 0   | ½   | 1   | 2   |     | 2   | 2   | –   | ½   | –   |
| 06.        | SG Steyr                     | –   | 0   | –   | ½   | 0   |     | 1   | 1   | 1½  | 2   |
| 06.        | Schach ohne Grenzen          | ½   | ½   | –   | –   | 0   | 1   |     | 1   | 1½  | 1½  |
| 08.        | ASK Salzburg                 | ½   | –   | 0   | 0   | –   | 1   | 1   |     | 2   | 1   |
| 09.        | SV ASVÖ St. Veit an der Glan | 0   | –   | 0   | –   | 1½  | ½   | ½   | 0   |     | 1   |
| 10.        | SV Tschaturanga              | –   | 0   | 0   | 0   | –   | 0   | ½   | 1   | 1   |     |

## Die Meistermannschaft
| 1.            | SV Pamhagen                                                                                    |
| Schachfiguren | WFM Julia Novkovic (2 Spiele / 0,5 Punkte), Elisabeth Hapala (6/4,5), WFM Maria Horvath (6/6). |